# 高氯酸氟
高氯酸氟是很少见的含有氯、氧元素的氟化合物，分子式为FOClO3或FClO4。它是极不稳定容易爆炸的气体，具有刺激性气味。

## 制备
可由氟与高氯酸反应或ClF5与水作用制得。
{\displaystyle {\rm {\ F_{2}+HClO_{4}\rightarrow FClO_{4}+HF}}}
{\displaystyle {\rm {\ ClF_{5}+4H_{2}O\rightarrow FClO_{4}+4HF+2H_{2}}}}
它也可由高氯酸四氟铵盐（NF
4ClO
4）热分解制得，反应产生较纯的FClO
4，可进一步处理和冷冻而不发生爆炸。
{\displaystyle {\rm {\ NF_{4}ClO_{4}{\xrightarrow {\Delta }}NF_{3}+FClO_{4}}}}

## 结构
高氯酸氟与高氯酸盐不太类似，因为氟并不是以阳离子形式存在的。其中包含了很少见的氧化态为0的氧原子，因为氧的电负性高于氯但低于氟。

## 安全
FClO4能发生许多危险且不可预知的反应, 是一种共价高氯酸盐（氯的氧化态为+7），并有一个十分敏感的O-F单键。少量的还原剂例如有机物就能使其爆炸。这些反应可以产生卤氧化物、卤素互化物以及其他有害物质。
如果反应物不慎混合，发生意外是很有可能的。像共价氟化物和高氯酸盐一样，处理它需要特别小心。
高氯酸氟会刺激呼吸系统，造成长时间的呼吸困难。

## 性质
高氯酸氟具有强氧化性，例如与碘离子反应：
FOClO3 + 2I- → ClO4- + F- + I2
高氯酸氟也能与全氟代烯烃发生加成反应（需在-45℃进行）：
CF2=CF2 + FOClO3 → CF3CF2OClO3
对于不对称烯烃，产物是混合物（因为O-F键的极性很小），主要是不符合马氏规则的，过去称为“亲电氟化”，即其中氟原子显微弱的正电性，现在认为可能是因为这是一个自由基加成反应。